# Simone Gualdi
Simone Gualdi, né le 16 avril 2005 à Alzano Lombardo, est un coureur cycliste italien. 

## Biographie
Simone Gualdi est né à Alzano Lombardo, d'un père cuisinier et d'une mère infirmière. Il a aussi un petit frère, Davide, qui joue au football. Il grandit à Cazzano Sant'Andrea. Très tôt intéressé par le cyclisme, il prend sa première licence vers l'âge de huit ans au sein de la SC Gazzanighese. Il poursuit sa progression dans un club de Cene,. Doté d'un gabarit léger, il se décrit avant tout comme un grimpeur.
Dans les catégories de jeunes, il obtient notamment une dizaine de victoires entre 2017 et 2018. En 2021, il s'impose à quatre reprises. Il fait ensuite son entrée chez les juniors en 2022. Durant cette saison, il se distingue au niveau international en terminant quatrième du Giro della Lunigiana. Après cette performance, il est sélectionné en équipe d'Italie pour participer aux championnats du monde juniors. 
En 2023, il confirme ses aptitudes en devenant champion d'Italie sur route juniors. La même année, il brille dans les épreuves de la Coupe des Nations Juniors en finissant deuxième de l'Eroica, ou encore troisième de l'étape reine de la Course de la Paix juniors. Il remporte également plusieurs courses nationales. Grâce à ses bons résultats, il est le lauréat de l'Oscar TuttoBici juniors, qui récompense les meilleurs cyclistes italiens de la saison. 
Pour ses débuts espoirs, il décide de rejoindre la réserve de l'équipe Intermarché-Wanty en 2024. Il doit normalement courir dans son centre de formation durant deux deux années, avant d'intégrer l'effectif World Tour en 2026, si les résultats suivent. Malgré son jeune âge, il est rapidement aligné sur des compétitions professionnelles. Il se classe ainsi dixième du Circuit de Wallonie, onzième de la Famenne Ardenne Classic et seizième de la Volta Limburg Classic. En 2025, il manque de peu sa première victoire chez les élites, terminant deuxième du Tour des 100 Communes. Son transfert au sein de la World Team pour la saison 2026 est confirmé en mars. Au cours de la saison 2025, il se classe coup sur coup troisième de Liège-Bastogne-Liège espoirs, de la Course de la Paix-Grand Prix Jeseníky et du championnat d'Italie sur route espoirs.

## Palmarès
- 2022
  - Coppa Val Po
  - Gran Premio Mocaiana
  - 3e du Trofeo Comune di Vertova
- 2023
  -  Champion d'Italie sur route juniors
  - Trofeo Città di San Damiano d'Asti
  - Brescia-Monte Magno
  - 3e étape du Giro della Valdera
  - 2e de l'Eroica Juniors
- 2024
  - 2e du Triptyque ardennais
  - 3e du Grand Prix de Honnelles
- 2025
  - 2e du Tour des 100 Communes
  - 3e de Liège-Bastogne-Liège espoirs
  - 3e de la Course de la Paix-Grand Prix Jeseníky
  - 3e du championnat d'Italie sur route espoirs

## Distinctions
- Oscar TuttoBici juniors : 2023